# Balázs Nándor
Balázs Nándor László (Budapest, 1926. július 7. – Setauket, New York állam, 2003. augusztus 16.) magyar fizikus, 1995-től a Magyar Tudományos Akadémia külső tagja.

## Életútja
Apja MÁV tisztviselő volt, akit érdekelt a latin nyelv és a matematika. Anyja vidám teremtés volt, az első világháború előtt Bécsben és Pozsonyban járt iskolába, a német irodalom érdekelte. Nagy könyvtáruk volt, apja azt mondta Nándornak: „Nyugodtan olvasson bármit, ami megtetszik, szeretném azonban felhívni a figyelmét arra, hogy lesznek könyvek, amiket még nem ért meg. Mutassa meg előtte nekem, én majd megmondom, érdemes-e elolvasnia.”
Elemibe a Vilmos császár úti Rácz-féle magániskolába járt, ahol évekig Kemény János volt a padtársa. Neumann János is ebbe az iskolába járt. Keményen megdolgoztatták őket.
A pesti bencés gimnáziumba, a Szent Benedek Gimnáziumba járt 8 évig. Tanárait nagyra becsülte. Fiatal korában a francia irodalom érdekelte. 17 évesen a magyar írók közül Vörösmarty, Kosztolányi, Babits és Kemény Dezső volt rá legnagyobb hatással.
Egyetértve Teller Edével azt vallotta, hogy a magyar nyelvnek mint anyanyelvnek nagy szerepe volt sok honfitársunk tudományos sikerében.
1949 tavaszán, 22 évesen szökött ki Magyarországról. Amszterdamban doktorált 1951-ben statisztikus fizikából, ezután Schrödinger asszisztense lett az írországi Dublinban 1951–52-ben. Schrödinger küldte a princetoni Institute for Advanced Study intézetbe Einsteinhez dolgozni, ahol egy évet töltött. Onnan az Alabamai Egyetemre (1953–55), majd a Chicago Egyetemre (1955–59) került, majd vissza Princetonba (1959–61). Végül a Stony Brook Egyetemre került (a Staar interjú idején, 1997-ben, már 35 éve ott dolgozott).
Élete utolsó évtizedében a Los Alamos-i Nemzeti Laboratórium elméleti részlegének konzultánsa volt.
Közeli barátságban és munkakapcsolatban állt Schrödingerrel, Dirac-kal, Chandrasekharral és Wigner Jenővel. Huzamosabban együtt dolgozott a Los Alamos Nemzeti Laboratórium elméleti osztályával főként relativitáselmélet, kozmológia és kvantuminformatika területén.
Fizikával kapcsolatos munkáját mély szintű megértés, és a matematikai alapokkal kapcsolatos érdeklődés jellemezte sok területen, a magfizikától kezdve az információelméletig és a káoszig. Munkakapcsolatot tartott több magyar kollégájával (Lukács Béla, Zimányi József), leginkább a relativisztikus nehézion ütközések területén, ő szolgált közvetítőként Magyarország és a Stony Brook (a Relativisztikus Nehéziongyorsító, a RHIC (BNL) elméleti központja) között.
A fizikán kívül érdekelte a vívás (tőrvívásban bajnok volt Magyarországon), a vitorlázás és a lovaglás.

## Cikkei
- Káosz és kvantummechanika, Természet Világa, 128. évf. 5. sz. 1997. május, 197–199. o.
- Szilárd házikabátban, 129. évf. 6. sz. 1998. június, 258–259. o.